# Amphisbaena mertensii
Amphisbaena mertensii este o specie de reptile din genul Amphisbaena, familia Amphisbaenidae, ordinul Squamata, descrisă de Strauch 1881. Conform Catalogue of Life specia Amphisbaena mertensii nu are subspecii cunoscute.